# میروسلاف ولاخ
میروسلاف ولاخ (چکی: Miroslav Vlach; ۱۹ اکتبر ۱۹۳۵ – ۸ دسامبر ۲۰۰۱) بازیکن هاکی روی یخ اهل چکسلواکی بود.